# イレルダの戦い
イレルダの戦い（イレルダのたたかい、イタリア語: Campagna di Lerida）は、ローマ内戦における紀元前49年6月から9月までヒスパニアで行われたガイウス・ユリウス・カエサル軍と元老院派との戦いである。なお、ここではイレルダ以外のヒスパニアにおけるカエサル軍と元老院派の一連の攻防も合わせて記載している。

## 概要

### カエサル、ヒスパニアへ
紀元前49年3月、イタリア半島からグナエウス・ポンペイウスが逃れた後、カエサルは元老院派の軍隊が駐留し、ポンペイウスの勢力範囲にあったヒスパニアを抑えるべく、ガイウス・ファビウスを先遣隊として送り、自らも軍を率いて向かった。4月、元老院派のルキウス・ドミティウス・アヘノバルブスらが立て篭もっていたマッシリア（現：マルセイユ）についてはデキムス・ユニウス・ブルトゥス・アルビヌスとガイウス・トレボニウスらに攻略を任せてカエサルはヒスパニアへ向かったが、その際に「今から将軍なき軍隊へ向かい、然る後に軍隊を持たない将軍へ向かう」と将兵を鼓舞した（マッシリア包囲戦）。

### イレルダの戦い
ピレネー山脈を越えて、ガリア・ナルボネンシス属州からヒスパニア・ウルステリオル（ヒスパニア北部）へ入ったカエサル軍は各地を制圧しながら、ルキウス・アフラニウス及びマルクス・ペトレイウスが率いる元老院派の軍勢が滞在していたイレルダ（現：リェイダ）に近い、元老院派とカエサル軍を隔てているシコリス川（Sicoris、現：セグレ川）の向こう岸へ陣を張った。 カエサルは、元老院派の軍勢の侵入を防ぐ為に、深さ4.5メートルの濠を元老院派に気付かれぬうちに完成させた上で、元老院派の補給路を寸断するべく、イレルダの町と元老院派が陣地を置く丘陵の間の平野の中央にある丘を占領する為に軍を送り込んだが、それに気付いた元老院派も同じく丘を占領する為に軍を派遣し、激戦の末に元老院派が丘の占領に成功した。
丘の攻防戦から2日後に、イレルダ一帯は大変な豪雨に見舞われ、シコリス川が氾濫を起こして橋が流されたことから、シコリス川の近くに陣を張っていたカエサル軍は川に挟まれた地帯に封じ込まれた。元々、元老院派の地盤であったヒスパニアではカエサル軍の手持食糧は少なく、カエサル軍の兵站を担っていた現地の同盟部族もカエサル軍の陣まで運び込めず、カエサル軍が派遣した食糧調達部隊も元老院派及びルシタニア族等の元老院派アウクシリア（支援軍）によって撃退された。元老院派はカエサル軍の兵站網の寸断を強化したことから、カエサル軍は食糧不足に陥ったが、カエサル軍本陣から33キロ離れた地点で元老院派に気付かれる前にシコリス川の架橋に成功したことで、この状況は解消された。
孤立状況から脱したカエサル軍へ、オスケンセス族（Oscenses）やイッルルガウォネンセス族（Illurgavonenses）等のヒスパニア各部族が相次いで味方したことや、ポンペイウスによる来援が無いことが明らかとなったこともあって、アフラニウスらの元老院軍はイレルダ近郊の陣を捨てて、ヒベルス川（現：エブロ川）を渡って、マルクス・テレンティウス・ウァロが駐留するヒスパニア・キテリオル（ヒスパニア南部）を目指し退却を始めた。カエサル軍はこれを追撃し、元老院派がヒベルス川への退却路に使用されると考えられるルートを潰していき、元老院派を封じ込めた。7月30日までに元老院派の陣地を完全に包囲して、8月2日に元老院派はカエサル軍に降伏した。アフラニウスらの率いていた5個軍団は解体され、アフラニウス及びペトレイウスはカエサルの許しを得て、ギリシアへと逃れていった。

### カエサル、ヒスパニア制圧
アフラニウスらを下したカエサル軍はヒスパニア・キテリオルへ更に進軍。イレルダでの元老院派の敗北を聞いたウァロは現地の神殿の金や聖器を没収、食糧を強制徴収して軍備を整えた上で、2個軍団を率いてガデス（現：カディス）に入ってカエサル軍を足止めして、味方の救援を待つ作戦を取ろうとした が、ガデスはウァロ軍の町への入城を拒み、近隣のコルドバやイタリカ（Italica）もカエサル軍への支持を表明した。進退窮まったウァロはカエサルへ降伏して、カエサルはウァロの配下にあった2個軍団を解体した。ウァロもアフラニウスらと同様にギリシアへと逃れた。
9月までにヒスパニア全土を占領したカエサルは、10月にカエサルに敵対していたマッシリアの戦後処理を行い、紀元前48年1月にギリシアへ向かった。

## 参考資料
- カエサル著、國原吉之助訳『内乱記』講談社学術文庫